# Gemba
Gemba (現場 genba?) es un término japonés que significa "en el sitio de acción" o en la “escena del crimen".
En negocios, Gemba se refiere al lugar donde se crea "valor"; en fabricación Gemba es el piso de la fábrica y en ventas es el área de ventas o el lugar donde el proveedor de servicios interactúa directamente con el cliente.
En lean manufacturing, la idea de  gemba es la de que los problemas son visibles, y las mejores ideas del “kaizen” deberán surgir en el gemba. La idea gemba puede definirse con el concepto de caminar alrededor del problema (MBWA), siendo una actividad que lleva la gestión desde la práctica; es decir Gemba-kaizen o mejora continua desde la práctica.
Gemba, en gestión de la calidad, se traduce en que si ocurre un problema, los ingenieros deben ir a comprender el impacto del problema completo y su recopilación de datos de todas las fuentes. A diferencia de lo que supone hacer una encuesta o un simple tratamiento estadístico, gemba exige preguntarse todos los datos antes de procesar.
Taiichi Ohno, un ejecutivo de Toyota, desarrolló la teoría de “Gemba Walks”. Es la oportunidad que tienen los trabajadores de mirar el proceso “desde fuera”, evaluarlo, hablar sobre las tareas, preguntar, analizarlo y así identificar aspectos que pueden mejorarse.
Glenn Mazur introdujo este término en su despliegue de la función de calidad (QFD), un sistema de calidad para los nuevos productos que no han comenzado a ser fabricados, lo que significa que la idea para ser orientado hacia el cliente, se debe ir al gemba del cliente para entender sus problemas y oportunidades, utilizando todos los sentidos para recoger y procesar los datos.